# SOKO Leipzig/Staffel 15
Die fünfzehnte Staffel der deutschen Krimiserie SOKO Leipzig feierte ihre Premiere am 19. September 2014 auf den Sender ZDF. Das Finale wurde am 13. Februar 2015 gesendet.
Die Episoden der Staffel wurden auf dem freitäglichen 21:15-Uhr-Sendeplatz erstausgestrahlt.
Erneut wurden, wie auch schon in vorangegangenen Staffeln, mit Zwei Schwestern, Lösegeld und Bewegliche Ziele drei Episoden in Spielfilmlänge (90 Minuten, anstatt der üblichen 45 Minuten Länge einer Episode) produziert.

## Darsteller
| Rollenname                                             | Schauspieler             |
| ------------------------------------------------------ | ------------------------ |
| Kriminalhauptkommissar Hans-Joachim Trautzschke        | Andreas Schmidt-Schaller |
| Kriminaloberkommissar Jan Maybach                      | Marco Girnth             |
| Kriminaloberkommissarin Ina Zimmermann                 | Melanie Marschke         |
| Kriminaloberkommissar Tom Kowalski                     | Steffen Schroeder        |
| Assistentin/Kriminalkommissaranwärterin Olivia Fareedi | Nilam M. Farooq          |
| Kriminalhauptkommissarin Dagmar Schnee                 | Petra Kleinert           |
| Staatsanwalt Dr. Alexander Binz                        | Michael Rotschopf        |
| Rechtsmedizinerin Prof. Dr. Sabine Rossi               | Anna Stieblich           |
| Rechtsmedizinerin Dr. Stein                            | Judith Sehrbrock         |
| Laborant Lorenz Rettig                                 | Daniel Steiner           |
| Psychotherapeut Dr. Beugel                             | Rudolf Kowalski          |

## Episoden
| Nr. (ges.) | Nr. (St.) | Originaltitel                     | Erstausstrahlung D | Regie            | Drehbuch                                    | Zuschauer | Prod. code |
| --- | --------- | --------------------------------- | ------------------ | ---------------- | ------------------------------------------- | --------- | ---------- |
| 261 | 1         | Zwei Schwestern (90 min.)         | 19. Sep. 2014      | Buddy Giovinazzo | Jeanet Pfitzer, Frank Koopmann, Roland Heep | 5,09 Mio. | 277/278    |
| In einem Leipziger Auktionshaus kommt es zu einem Überfall, bei dem ein Mann erschossen wird. Kriminalhauptkommissar Trautzschke kennt die Besitzerinnen aus seiner Zeit bei der Volkspolizei der DDR und misstraut den beiden, wie schon vor 25 Jahren. Den SOKO-Ermittlern gelingt es zwar, zwei Verdächtige zu fassen, doch die Besitzerinnen behaupten, sie nicht identifizieren zu können, und der Kriminalhauptkommissar sieht seine Vermutung bestätigt. Bemerkungen: Die Episode greift Handlung der gleichnamigen Polizeiruf-110-Episode Zwei Schwestern aus dem Jahr 1987 wieder auf und setzt diese fort. Bei der Produktion wurde die Episode in zwei Teile geschnitten, welche bei der Erstausstrahlung zusammenhängend ausgestrahlt wurden. Gastdarsteller: Therese Hämer als Beate Bernert, Eleonore Weisgerber als Angelika Bernert, Heike Warmuth als Ulrike Bernert, Oliver Konietzny als Philip Bernert, Lore Richter als Julia Wilting, Sebastian Achilles als Gregor Vösskamp |           |                                   |                    |                  |                                             |           |            |
| 262 | 2         | Was nicht sein darf               | 26. Sep. 2014      | Buddy Giovinazzo | Axel Hildebrand                             | 5,00 Mio. | 276        |
| Die Kriminaloberkommissare Zimmermann und Maybach sind nach einer Nachtschicht auf dem Weg nach Hause, als ihnen die Misshandlung an einer Frau durch ihren Freund, wie sich später herausstellt, auffällt. Sie wollen den Mann stellen, doch er flüchtet in eine Fabrik. Die Ermittler teilen sich auf und Jan Maybach wird niedergeschlagen. Ina Zimmermann gelingt es allerdings, den Täter festzunehmen. Sie fesselt ihn mit Handschellen und eilt zu ihrem verletzten Kollegen zurück, doch als die beiden die Fabrik verlassen und ihnen die zur Hilfe gerufene Streife begegnet, ist der Mann tot. Bei der folgenden Befragung verstrickt sich die Kriminaloberkommissarin in Widersprüche und Staatsanwalt Krauss, Urlaubsvertretung von Dr. Binz, wittert seinen großen Fall. Gastdarsteller: Sebastian Fräsdorf als Staatsanwalt Krauss, Thomas Darchinger als Clemens Kürten, Alexandra von Schwerin als Elisabeth Kürten, Nikolai Mohr als Michael Kürten, Christopher Reinhardt als Emil Kürten, Cosima Ciupek als Britta Bachmann, Jana Bauke als Ärztin |           |                                   |                    |                  |                                             |           |            |
| 263 | 3         | Besessen                          | 3. Okt. 2014       | Samira Radsi     | Jeanet Pfitzer, Frank Koopmann, Roland Heep | 4,15 Mio. | 279        |
| Auf einen Friedhof wird die Leiche eines jungen Mannes, übersät mit Messerstichen, gefunden. Ein Verdächtiger, Thomas Witke, ist schnell gefunden, doch dieser behauptet, vom Teufel besessen zu sein. Als die Kriminaloberkommissare Maybach und Kowalski ihn festnehmen wollen, geraten sie in einen Exorzismus. Die SOKO-Ermittler glauben dem Verdächtigen kein Wort, doch der Fall scheint nicht so klar wie anfangs geglaubt. Gastdarsteller: Hary Prinz als Bernhard Weidinger, Matthias Ziesing als Johannes Krick, Luise Berndt als Yvonne Sydow, Sebastian Hülk als Thomas Witke |           |                                   |                    |                  |                                             |           |            |
| 264 | 4         | Allein gegen die Mafia            | 10. Okt. 2014      | Samira Radsi     | Jeanet Pfitzer, Frank Koopmann, Roland Heep | 5,02 Mio. | 280        |
| Wiederholt erhält der Buchautor Roberto Damiani, der italienische Autor eines Taschenbuches über die Mafia in seinem Heimatland, Drohungen. Während eines Besuches in Leipzig, bei dem auf Damiani der Buchmesse sprechen möchte, wird in seinem Hotelzimmer ein Attentat verübt. Doch es trifft nicht den Schriftsteller, sondern seinen Bruder. Die Leibwächter rücken ins Visier der Ermittler und Kriminalhauptkommissar Trautzschke stellt Kriminaloberkommissarin Zimmermann zum Schutz des Verfolgten ab. Dabei kommen sich die beiden sehr nahe, doch der Fall nimmt sogleich eine unerwartete Wendung. Gastdarsteller: Michele Cuciuffo als Roberto Damiani, Alessandro Calabrese als Nello Damiani, Robert Gallinowski als Johannes Kammler, Arved Birnbaum als Holger Voss, Ann Sophie Heier als Rebecca Mattern, Ismail Sahin als Johannes Rube, Helen Woigk als Aynin Begum |           |                                   |                    |                  |                                             |           |            |
| 265 | 5         | Mister Green                      | 17. Okt. 2014      | Samira Radsi     | Jeanet Pfitzer, Frank Koopmann, Roland Heep | 4,56 Mio. | 281        |
| In der Nähe eine Studentenclubs wird nach einer Party eine Leiche mit einem grünen Morphsuit gefunden. Der Verdacht fällt auf den Partygast Heiko Bender, dessen Gesicht keiner der anderen Partygäste kennt. Es stellt sich heraus, dass Bender an einer Sozialphobie leidet und sein Haus nur mit dem Morphsuit verlassen kann. Die Ermittler sind ratlos, doch als sie einen Überfall, der ein paar Wochen zurückliegt, lösen, kommen sie dem Täter auf die Spur und Heiko Bender gerät in Lebensgefahr. Gastdarsteller: Sergej Moya als Heiko Bender, Anna Herrmann als Lisa Klein, Dennis Herrmann als Thorsten Eppler, Anna König als Dr. Luhmann, Helen Woigk als Aynin Begum |           |                                   |                    |                  |                                             |           |            |
| 266 | 6         | Made in Bangladesh                | 24. Okt. 2014      | Samira Radsi     | Jeanet Pfitzer, Frank Koopmann, Roland Heep | 5,12 Mio. | 282        |
| In der Firma Benzel Textil kommt es zu einem Brand, bei dem einer der Geschäftsführer, Linus Benzel, ums Leben kommt. Die Spuren führen zu Aynin Begum, einer Freundin der Teamassistentin Olivia Fareedi. Doch diese hat seit einigen Tagen nichts mehr von ihr gehört. Auch das Motiv scheint klar zu sein: Aynin will sich für den Tod ihrer Familie beim Brand einer Textilfabrik in Bangladesch, in der auch für Benzel Textil produziert wurde, rächen. Als sie sich dann jedoch bei Olivia meldet und ihre Unschuld beteuert, macht Olivia den ersten folgenschweren Fehler. Als sie ihrer Freundin dann auch noch nach dem Verhör durch die SOKO indirekt und eigentlich ungewollt zur Flucht verhilft, kommt sie das teuer zu stehen. Gastdarsteller: Helen Woigk als Aynin Begum, Elisabeth von Koch als Verena Benzel, Robert Schupp als Thomas Benzel, Verena Noll als Bedienung |           |                                   |                    |                  |                                             |           |            |
| 267 | 7         | Dumm gelaufen                     | 31. Okt. 2014      | Robert Pejo      | Eva Zahn, Volker A. Zahn                    | 4,37 Mio. | 283        |
| Kriminaloberkommissar Jan Maybach wird zu einem Mordfall gerufen. Die Sozialpädagogin Mandy Krämer wurde in einem Heim für betreutes Wohnen ermordet. Der Verdacht fällt auf Daniel Rohrbach, einen Mann mit Intelligenzminderung. Der Ermittler, der er sich im Zeitstress befindet, setzt ihn im Verhör unter Druck und erhält das gewünschte Geständnis. Doch Kriminalhauptkommissar Trautzschke ist mit der Verhörtechnik nicht einverstanden und fordert genauere Ermittlungen und der Fall erscheint in einem neuen Licht. Gastdarsteller: Michael Lott als Daniel Rohrbach, David Hürten als Timmy Rohrbach, Thomas Schmuckert als René Böhmer, Dana Golombek als Michaela Böhmer, Thomas Kornack als Elmar Uppenbrink, Lisa Tomaschewsky als Mila |           |                                   |                    |                  |                                             |           |            |
| 268 | 8         | Der verlorene Sohn                | 7. Nov. 2014       | Andreas Morell   | Axel Hildebrand                             | 4,70 Mio. | 294        |
| Sebastian Böger, der vor kurzen nach 25 Jahren des Verschwindens für tot erklärt wurde und nun symbolisch bestattet werden soll, taucht auf seiner eigenen Beerdigung wieder auf. Er war damals aus der DDR verschwunden und dabei unter Mordverdacht geraten. Er soll bei der Flucht seinen Bruder ermordet haben. Kriminalhauptkommissar Trautzschke will den Fall lösen, um mit der Vergangenheit abzuschließen, und stellt fest, dass sich außer der Mutter, Hannelore Böger, in der Familie kaum einer über das Auftauchen von Sebastian freut. Und auch die Stasi scheint damals nicht unbeteiligt gewesen zu sein Gastdarsteller: Jutta Wachowiak als Hannelore Böger, Niels Bruno Schmidt als Sebastian Böger, Jonathan Müller als Ronnie Bürger, Catherine Bode als Barbara Hermann, Michael Gerber als Martin Hermann, Horst Westphal als Klaus Metzig, Sebastian Anklam als Sebastian Jung, Simon Hahn als Rudi Jung, Natalja Joselewitsch als Barbara Jung |           |                                   |                    |                  |                                             |           |            |
| 269 | 9         | Ausflug mit Mila                  | 14. Nov. 2014      | Robert Pejo      | Eva Zahn, Volker A. Zahn                    | 3,88 Mio. | 284        |
| Mila, die Freundin des Sohnes von Kriminaloberkommissar Jan Maybach, bittet ihn, sie aus Leipziger Umland von einem Konzert abzuholen. Während der Rückfahrt geraten beide jedoch in eine Geiselnahme. Der Ermittler muss seine Kollegen verständigen, Mila beschützen, die Lage unter Kontrolle zu bekommen versuchen und die Geiselnehmer in Schach halten. Gastdarsteller: Lisa Tomaschewsky als Mila, Matthias Lier als Jason Müllerschön, Thomas Lawinky als Huber, Gosia Konieczna als Boguscha, Bohdan Artur Swiderski als Karol, Anita Twarowska als Maria, Dagmar Operskalski als Marzenna, Malina Ebert als Janina |           |                                   |                    |                  |                                             |           |            |
| 270 | 10        | Der einzige Zeuge                 | 21. Nov. 2014      | Robert Pejo      | Eva Zahn, Volker A. Zahn                    | 5,18 Mio. | 285        |
| Die Schmuckhändlerin Inga Uhland wurde ausgeraubt und erdrosselt. Auch ihr Ehemann scheint im Wagen, in welchem die Tote in der Nähe einer Autobahn aufgefunden wurde, gewesen zu sein, doch er ist verschwunden. Als er am nächsten Tag vollkommen orientierungslos auftaucht, scheint er an einer psychogenen Amnesie zu leiden. Bei den Ermittlungen geraten die Kommissare in die Kreise der Zeugen Jehovas. Währenddessen leidet Kriminaloberkommissarin Ina Zimmermann immer noch an den Folgen ihres Zusammenbruchs und sucht Hilfe bei Dr. Breugel, der den Ermittlern auch Hinweise zu ihrem aktuellen Fall geben kann. Aber auch Kriminaloberkommissar Maybach hat seine Probleme, denn zwischen ihm und Mila, der Freundin seines Sohnes, kommt es zu einer körperlichen Annäherung. Gastdarsteller: Arnd Klawitter als Oliver Uhland, Ercan Durmaz als Carlo Melchert, Harald Heinz als Kaspar Eckermann, Lorenz Stanze als Robert Bolle, Kerstin Rupprecht als Elke Eckermann, Lisa Tomaschewsky als Mila |           |                                   |                    |                  |                                             |           |            |
| 271 | 11        | Kleine Geheimnisse                | 28. Nov. 2014      | Robert Pejo      | Axel Hildebrand                             | 5,11 Mio. | 292        |
| Ein Serientäter hat in Leipzig eine blonde Frau entführt und hält sie nun gefangen, doch als er sich ein zweites Opfer holen will, gelingt es Nadine Hiermann zu fliehen. Da sie die Umgebung des Übergriffes beschreiben kann, ermitteln Kriminaloberkommissarin Ina Zimmermann und Kriminalhauptkommissarin Dagmar Schnee als Politessinnen im Wohngebiet und stoßen dabei auf mehrere Kleinigkeiten der Anwohner. Gastdarsteller: Saskia Rosendahl als Nadine Hiermann, Tim Grobe als Lothar Gerhardt, Mathias Herrmann als Dr. Frederick Franke, Iris Radunz als Theresa Franke, Bela Rölcke als Leon Franke, Almila Bagriacik als Elif Güzal, Niklas Bardeli als Dennis Schorn, Sina Martens als Barbara Westphal, Johannes Geißer als Autofahrer |           |                                   |                    |                  |                                             |           |            |
| 272 | 12        | Wahrheit ist ein scharfes Schwert | 12. Dez. 2014      | Robert Pejo      | Marija Erceg                                | 5,06 Mio. | 293        |
| Die Kommissare der SOKO werden zu einem Autounfall gerufen. Zwar ist die Insassin Sandra Völkers vollkommen unverletzt, doch sie steht unter Drogen und auf ihrer Kleidung finden sich fremde Blutspuren. Die Kriminaloberkommissare Zimmermann und Maybach suchen in dem Haus, welches Sandra Völkers vor kurzem verkauft hat, und finden dort die Leiche der neuen Eigentümerin Lydia Behrens. Als bei der Tatortuntersuchung ein junges Mädchen, Anna Wilms, vom Tatort flieht und die Ermittlungen zum landwirtschaftlichen Hof von Ingrid Leweritz führen, wirkt Ina Zimmermann fest entschlossen, das Geheimnis des Hauses und der Verdächtigen zu lüften. Gastdarsteller: Isabel Schosnig als Sandra Völkers, Maxi Konang als Unfallarzt, Lola Dockhorn als Anna Wilms, Peter Moltzen als Holger Wilms, Marie-Anne Fliegel als Ingrid Leweritz, This Maag als Arno Hellmann |           |                                   |                    |                  |                                             |           |            |
| 273 | 13        | Kranke Gier                       | 19. Dez. 2014      | Andreas Morell   | Rainer Jahreis                              | 4,46 Mio. | 295        |
| Der Vorstandsvorsitzende eines Pharmakonzerns wird ermordet. Sein Sohn gerät unter Verdacht, da er die Geschäfte seines Vaters verachtete, doch auch die undurchsichtigen Machenschaften des Konzernes und die Folgen für die Patienten könnten ein Mordmotiv darstellen. Die Ermittlungen führen die SOKO auch in eine Kinderklinik, in welcher die Patienten unter den Handlungen des Vorstandsvorsitzenden leiden müssen, denn er nahm ein wirksames Krebsmedikament vom Markt, um mehr Gewinn machen zu können. Der Fall spitzt sich zu, als ein Arzt tot in seiner Praxis gefunden wird. Die Ermittler müssen nun die Nachforschungen intensivieren. Gastdarsteller: Katrin Bühring als Dr. Dreisam, Rafael Gareisen als Simon Bölling, Max Gertsch als Prof. Wessling, Oskar von Schönfels als Sven Hallmann, Lilly Marie Tschörtner als Gerda Hallmann, Johannes Suhm als Hanno Hallmann, Beate Furcht als Jenny, Sarah Rothe als Krankenschwester |           |                                   |                    |                  |                                             |           |            |
| 274 | 14        | Lösegeld (90 min.)                | 9. Jan. 2015       | Robert Pejo      | Anna LeVine Winger                          | 5,27 Mio. | 290/291    |
| Die Kriminaloberkommissare Maybach und Zimmermann sind mit ihren Kindern auf dem Spielplatz. Als Ina Zimmermann kurz auf Jans Tochter Lotte aufpassen soll, wird sie von einem Anruf abgelenkt und bemerkt nicht, wie Lotte verschwindet. Es stellt sich heraus, dass sie entführt wurde. Der Entführer verlangt eine Million Euro Lösegeld. Doch die Geldübergabe misslingt, weil der Entführer das falsche Kind entführt hat. Eigentlich sollte die Tochter des wohlhabenden Unternehmers Thorsten Bergmann entführt werden. Der Entführer bietet Jan Maybach einen Tausch vor: Die Tochter des Kriminaloberkommissars soll gegen Bergmanns Tochter Fiona getauscht werden. Gastdarsteller: Robert Dölle als Thorsten Bergmann, Luna Reich als Fiona Bergmann, Karina Fallenstein als Maria Rivak, Karl Alexander Seidel als Daniel Lutz, Isabelle Höpfner als Lena Lutz, Rolf Bach als Philip Mathe |           |                                   |                    |                  |                                             |           |            |
| 275 | 15        | Spielverderber                    | 16. Jan. 2015      | Herwig Fischer   | Florian Schumacher, Gregor Eisenbeiß        | 4,98 Mio. | 296        |
| Der Spielerberater Arne Weller wird ermordet. Ins Visier gerät Nachwuchstalent Oliver Eckstein, der kurz vor seinem Wechsel zum Fußballclub Saxonia Leipzig seinen Vertrag mit Weller aufgelöst hat. Arne Weller, der daraufhin vollkommen verzweifelt war, wollte ein unfassbares Geheimnis lüften, doch er kam nicht mehr dazu. Die Ermittler, unterstützt von Kriminalhauptkommissarin Dagmar Schnee, müssen hinter die Fassade blicken, doch dabei kommen sich Schnee und Kriminalhauptkommissar Trautzschke in einem schwachen Moment der Kriminalhauptkommissarin näher. Rechtsmedizinerin Prof. Dr. Sabine Rossi missfällt dies. Gastdarsteller: Roland Koch als Joachim Schicks, Marian Kindermann als Frank Räthel, Irina Kurbanova als Bianca Klein, Markus Krojer als Oliver Eckstein, Henrik Zimmermann als Armin Henzen, Anne-Kathrin Gummich als Annemarie Weller, Benno Göschick als Arne Weller |           |                                   |                    |                  |                                             |           |            |
| 276 | 16        | Doktor Tod                        | 16. Jan. 2015      | Herwig Fischer   | Steve Bailie                                | 3,98 Mio. | 297        |
| Prof. Gunther Lang wird mit einer Spritze ermordet. Es scheint einen Zusammenhang zu einer Mordserie aus den 80er-Jahren zu geben. Die illegalen Medikamententests aus der DDR führen zur Aktivistin Rose Neumann, die den Skandal um die Tests öffentlich machen möchte. Gastdarsteller: Sonja Beißwenger als Lisa, Frank-Otto Schenk als Dr. Lang, Angelina Häntsch als Lena Fischer, Rainer Frank als Dr. Peter Richter, Karolina Lodyga als Sophie Meier, Renate Becker als Dr. Sigrid Frei, Monika Lennartz als Rose Neumann, Cécilia Grund als kleines Mädchen |           |                                   |                    |                  |                                             |           |            |
| 277 | 17        | Schuss durch die Tür              | 23. Jan. 2015      | Herwig Fischer   | Wiebke Jaspersen, Wolf-R. Kuhl              | 5,20 Mio. | 298        |
| Popstar Ben Remus vermutet einen Einbrecher in seinem Haus und ruft die Polizei, doch als die Kriminalhauptkommissare Trautzschke und Schnee am Tatort ankommen, finden sie die Ehefrau von Remus tot im Haus. Sieht der Fall zunächst nach einer Tragödie aus, so nimmt der Fall eine unfassbare Wendung. Gastdarsteller: Martin Bruchmann als Ben Remus, Nic Romm als Sebastian Behnke, Franziska Wulf als Romy Fleiter, Patrick Pinheiro als Jörg Dobers, Anke Stoppa als Barbara, Alexander Milo als Malte Rösner, Constanze Albert als Fan, Sophie Lutz als Polizeibeamtin, Claudia Plöckl als Julia Henning |           |                                   |                    |                  |                                             |           |            |
| 278 | 18        | Bewegliche Ziele (90 min.)        | 30. Jan. 2015      | Oren Schmuckler  | Wiebke Jaspersen, Wolf-R. Kuhl              | 4,35 Mio. | 288/289    |
| In der Kleinstadt Kranitz werden zwei Männer durch einen Heckenschützen erschossen. Um die Ermittlungen voranzutreiben, fordert die Einsatzleiterin der SOKO „Heckenschütze“ des Landeskriminalamtes Sachsen, Kriminalhauptkommissarin Caro Heisig, den Leipziger Kriminaloberkommissar Jan Maybach an. Er soll als Profiler gemeinsam mit seinem unliebsamen Kollegen Frank Seefeld den Täter finden. Maybach, der gerade in Kranitz angekommen ist, zeigt sich unerfreut über die Anwesenheit, doch dann kommt es zu einem weitern Mord und die beiden Profiler müssen die Ermittlungen starten. Sie beginnen ihre Spurensuche im Military-Freizeitpark „SWAT-Land“, doch bei ihren Nachforschungen geraten sie schnell aneinander – sie sind sich uneinig über die Intentionen des Täters. Doch als auf einer Pressekonferenz der SOKO „Heckenschütze“ auf Profiler Frank Seefeld geschossen wird, planen der Angeschossene und Kriminalhauptkommissarin Caro Heisig, dem Sniper eine Falle zu stellen, aber der Plan gerät vollkommen außer Kontrolle. Gastdarsteller: Tobias Oertel als Frank Seefeld, Anna Brüggemann als Caro Heisig, Oliver Bröcker als Kunze, Christian Feist als Salnik, Anne Kasprik als Pastorin Schütz, Antonia Gerke als Frau Behring, Lutz Winde als Herr Behring, Henning Peker als Bruno, Susanne Hoss als Maria Geller, Hauke Diekamp als Rico Geller, Andreas Dobberkau als Heinz Assmann, Pit Bukowski als Maik Dombrowski, Anna Lena Klenke als Babsie, Anja Thiemann als Martina |           |                                   |                    |                  |                                             |           |            |
| 279 | 19        | Sein oder Nichtsein               | 6. Feb. 2015       | Herwig Fischer   | Georg Hartmann                              | 4,65 Mio. | 299        |
| Der Regisseur Ivo Novack stürzt aus dem Fenster seiner WG. Zunächst ist unklar, ob es sich beim Sturz um einen Unfall, Selbstmord, oder Mord handelt. Kommissaranwärterin Olivia Fareedi, für die dies der erste Fall als Ermittlerin der SOKO ist, kannte den Toten von einem Coaching, an welchem sie in Vorbereitung auf ihre Prüfung teilgenommen hatte. Als die WG-Bewohner während ihrer Befragungen immer wieder die Unwahrheit aussagen, müssen die Ermittler zu alternativen Ermittlungsmethoden greifen. Gastdarsteller: Daniel Rodic als Can, Anke Retzlaff als Betty, Johannes Hendrik Langer als Malte, August Wittgenstein als Ivo Novack, Isabelle Ertmann als Frau Waschke, Kerstin Rupprecht als Prüferin |           |                                   |                    |                  |                                             |           |            |
| 280 | 20        | Johannes                          | 13. Feb. 2015      | Oren Schmuckler  | Manuel Meimberg                             | 4,73 Mio. | 286        |
| Die Kriminaloberkommissare Ina Zimmermann und Tom Kowalski werden zu einer brutal zugerichteten Leiche gerufen. Es gibt viele Fragen, doch plötzlich stellt sich Johannes Bergmann bei der SOKO als Täter. Er behauptet, nach einer Rangelei zugeschlagen zu haben und plädiert mit seiner Verteidigerin Gesine Annen wegen einer „dissozialen Persönlichkeitsstörung“ auf Schuldunfähigkeit. Doch Tom Kowalski glaubt diese Geschichte nicht und verbeißt sich in den Fall, so dass er letztendlich mit Staatsanwalt Dr. Alexander Binz aneinandergerät. Dieser jedoch ist nicht voll auf den Fall konzentriert, denn sein Lebensgefährte Sergio hat illegal ein Kind aus dem Senegal adoptiert und stellt Dr. Binz damit vor eine schwierige Entscheidung zwischen seinen Gefühlen und seinen eigenen Grundsätzen als Staatsanwalt. Gastdarsteller: Rick Okon als Johannes Bergmann, Emilio de Marchi als Franco Catanzaro, Friderikke-Maria Hörbe als Gesine Annen, Peer-Uwe Teska als Richter, Adelheid Kleineidam als Maria Bergmann, Rainer Sellien als Peter Blankenstein, Jakob Renger als Sergio |           |                                   |                    |                  |                                             |           |            |
| 281 | 21        | Recht und Gerechtigkeit           | 13. Feb. 2015      | Oren Schmuckler  | Georg Hartmann                              | 3,72 Mio. | 287        |
| Kurz nach dem Freispruch für Johannes Bergmann aufgrund von Schuldunfähigkeit wird dessen Strafverteidigerin Gesine Annen ermordet. Die Ermittler der SOKO glauben an einen Zusammenhang mit der kalabrischen Mafia in Leipzig. Denn der Onkel von Johannes Bergmanns Opfer, Franco Catanzaro, der nach dem Prozess mit Vergeltung drohte, scheint etwas verbergen zu wollen. Während Johannes Bergmann in Schutzgewahrsam genommen wird, steht Staatsanwalt Dr. Alexander Binz vor der schweren Entscheidung, seinen Partner zu verraten und seinem Beruf nachzugehen oder bei Sergio zu bleiben und damit geltendes Recht zu brechen. Gastdarsteller: Rick Okon als Johannes Bergmann, Emilio de Marchi als Franco Catanzaro, Friderikke-Maria Hörbe als Gesine Annen, Adelheid Kleineidam als Maria Bergmann, Rainer Sellien als Peter Blankenstein, Andreas Stadler als Carsten Annen, Jakob Renger als Sergio |           |                                   |                    |                  |                                             |           |            |